# Pfarrkirche Hollenthon

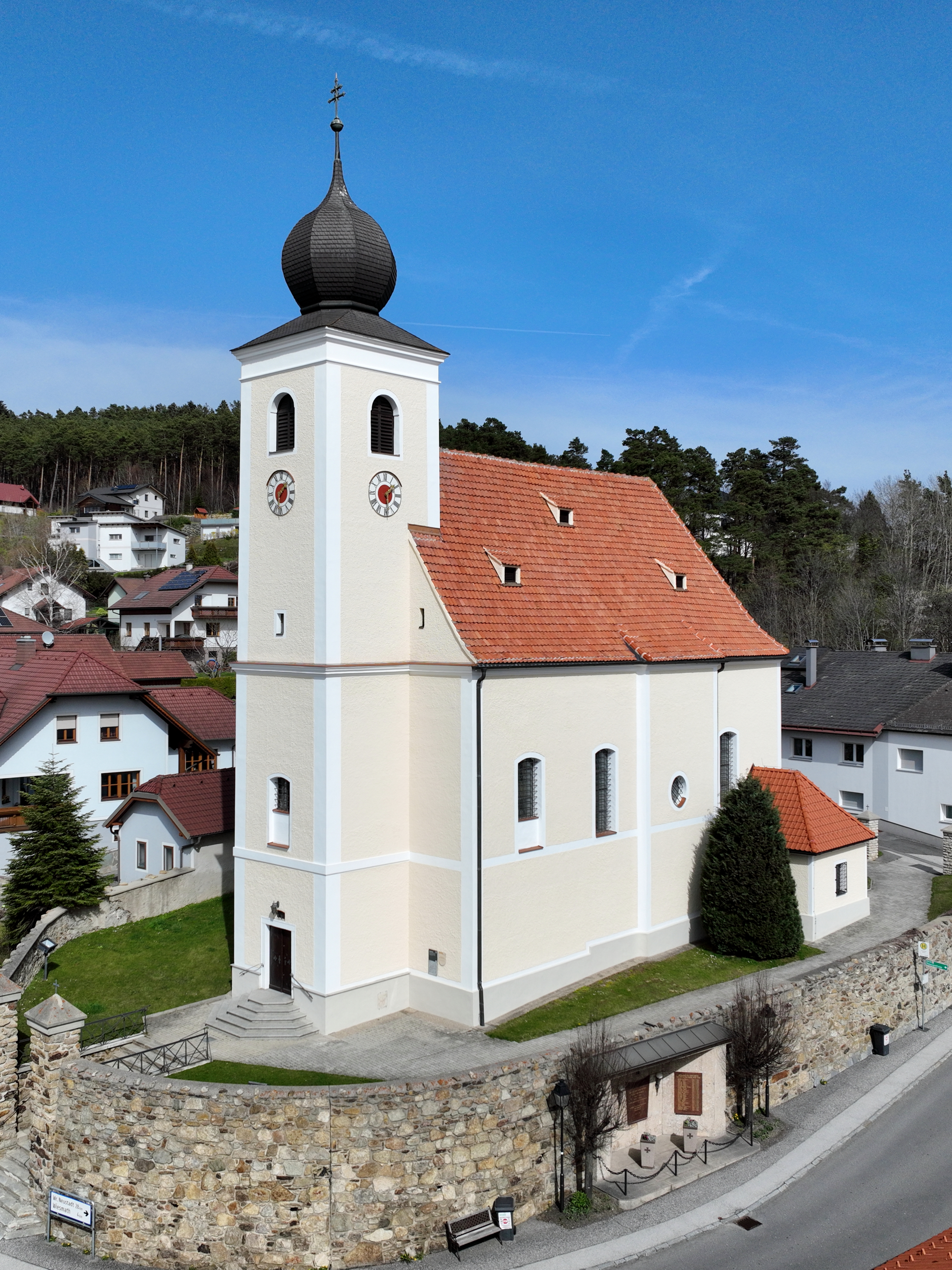
Pfarrkirche Mariä Himmelfahrt in Hollenthon

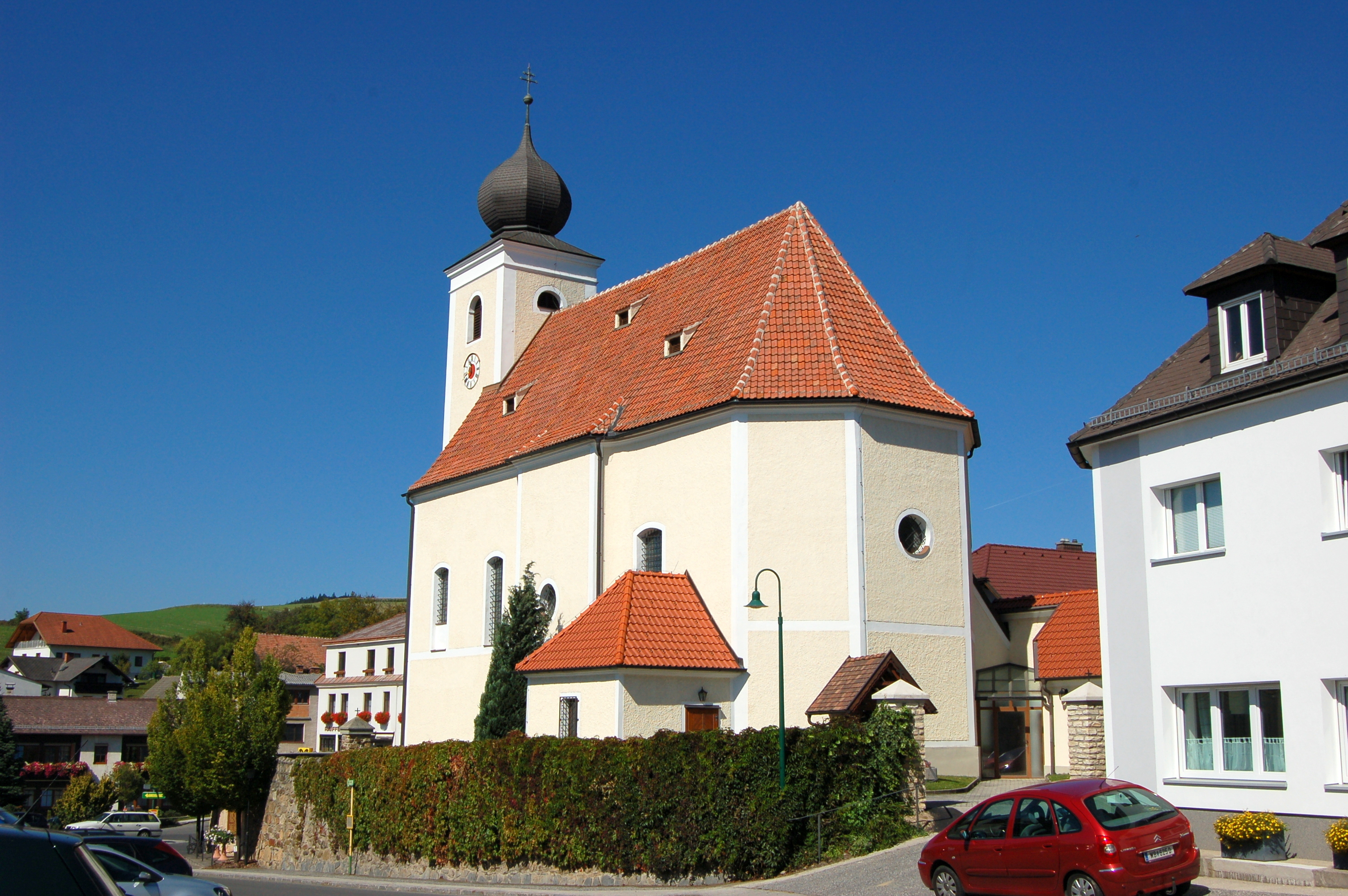
Südostansicht der Pfarrkirche

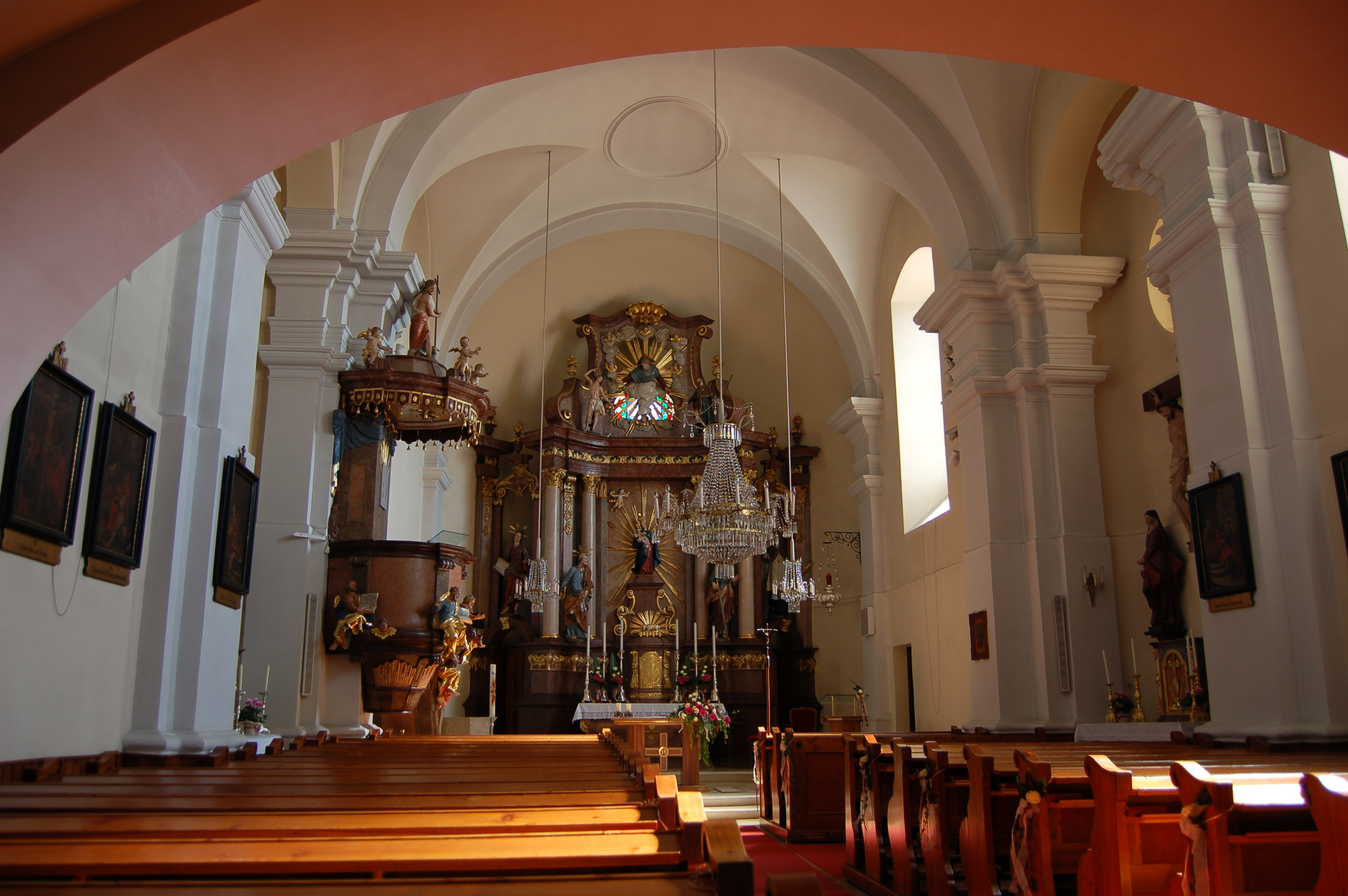
Im Langhaus zum Chor mit dem Hochaltar

Die Pfarrkirche Hollenthon steht leicht erhöht im Nordosten des Ortes der Gemeinde Hollenthon im Bezirk Wiener Neustadt-Land in Niederösterreich. Die auf das Fest Mariä Himmelfahrt geweihte römisch-katholische Pfarrkirche – dem Stift Reichersberg inkorporiert – gehört zum Dekanat Kirchschlag im Vikariat Unter dem Wienerwald der Erzdiözese Wien. Die ehemalige Wehrkirche steht unter Denkmalschutz (Listeneintrag).

## Geschichte
Eine Pfarre wurde vor 1350 angenommen. 1641 wurden die Pfarrrechte nach Lichtenegg verlegt und die Pfarrkirche dem Stift Reichersberg inkorporiert. Die ehemalige Wehrkirche wohl aus dem 16. Jahrhundert wurde wohl 1683 im Türkenkrieg schwer beschädigt und danach im Übergang vom 17. zum 18. Jahrhundert wiedererrichtet und barockisiert. Von 1735 bis 1752 wurde die Filialkirche unter dem Probst Mathias Führer (1735–1752) erneut barockisiert, hierbei wurde 1749 eine Westempore eingebaut und die Einrichtung teils erneuert. Die Kirche wurde 1783 wieder zu einer Pfarrkirche erhoben. Von einer ehemaligen Kapelle aus 1593 unter der heutigen neuen Nordsakristei wurden die Fundamente ergraben. Renovierungen waren 1870, 1902 und 1949. Restaurierungen waren 1971, 1985 und 1999.

## Architektur
Die barockisierte Saalkirche mit einem flachen Dreiseitschluss und einem Westturm ist eng mit einer Kirchhofmauer umschlossen.

## Ausstattung
Der barocke Hochaltar aus der Mitte des 18. Jahrhunderts wurde im Jahr 2000 restauriert.
Ein achteckiger Taufstein ist aus der ersten Hälfte des 15. Jahrhunderts.
Die Orgel baute Bruno Riedl (1976).